# Le Kremlin-Bicêtre
Le Kremlin-Bicêtre je francouzské město v departmentu Val-de-Marne v regionu Île-de-France.

## Poloha
Ze severu hraničí s Paříží (hranici tvoří především boulevard périphérique). Na východě sousedí s městem Ivry-sur-Seine, na jihu s městem Villejuif, na jihozápadě s městem Arcueil a na západě s městem Gentilly.

## Historie
Až do 18. století se na území dnešního města vyskytoval pouze hrad a pozdější nemocnice Bicêtre, což byla pravděpodobně jediná stavba na tomto území. První známým majitelem tohoto panství byl Pierre le Queux, který jej získal od krále Ludvíka VIII.
Kolem roku 1250 koupil panství Ludvík IX., který podporoval rozvoj klášterních institucí, a usídlil zde kartuziány. Ti se však o několik let později přesunuli do kláštera Vauvert na místě dnešní Lucemburské zahrady v Paříži.
Klášter zůstal opuštěn a stal se útočištěm pro zloděje a tuláky. V roce 1286 jeho ruiny koupil Jean de Pontoise, biskup z Winchesteru, který jej přestavěl na hrad. Jeho název pak vznikl zkomolením z Vinchestre na Bichestre a později Bicêtre.
Hrad několikrát změnil majitele. V roce 1294 jej zabavil Filip IV. Sličný během války s anglickým králem Eduardem I., pak navrácen jeho majitelům, v roce 1304 jej koupil hrabě Savojský, Amadeus VI., který ho v roce 1346 prodal Filipovi Orleánskému, synovi krále Filipa VI.
Stoletá válka silně zasáhla do osudů hradu. V roce 1371 byl vypálen při invazi Angličanů. Panství pak v roce 1385 prodal Karel VI. hraběti Savojskému Amadeovi VII., jehož syn prodal v roce 1400 trosky hradu vévodovi Janovi z Berry. Ten pak hrad obnovil.
Když v roce 1410 vypukla občanská válka mezi Armagnaky a Burgunďany, byl hrad Bicêtre základnou vévody z Berry. Mírová smlouva byla nakonec podepsána v listopadu 1410 pod názvem Mír z Bicêtre. Navzdory této smlouvě rivalita zůstala a během lidového povstání ozbrojená skupina hrad v roce 1411 podpálila.
V 1632 král Ludvík XIII. nařídil demolici zpustlého hradu a výstavbu nemocnice pro raněné vojáky, která byla později přeměněna na hospic, věznici a nakonec na psychiatrickou léčebnu.
V 18. století došlo k pokroku při péči o duševně choré, především díky práci Philippa Pinela. Během Velké francouzské revoluce byli propuštěni všichni političtí vězni internovaní bez soudu.
Až do konce 18. století se kolem nemocnice rozkládala jenom pole. Během Prvního císařství zde bylo hospitalizováno mnoho zraněných vojáků z ruského tažení. U nemocnice vznikl hostinec s názvem Kremlin (Kreml) nebo Au sergent du Kremlin (U Kremelského seržanta), který dal jméno malé osadě, která se postupně rozvíjela kolem nemocnice od 30. let 19. století.
Území dnešního města se rozvíjelo především po rozšíření Paříže v roce 1860, když se na předměstí začali usazovat noví příchozí. Byly zde otevřeny lomy na vápenec a na těžbu jílu. Rozvíjela se zde řemesla jako zpracování kůže, cihelny aj. V prosinci 1896 se obec Le Kremlin-Bicêtre oddělila od Gentilly a osamostatnila. Radnice byla postavena v roce 1903.

## Místní doprava
Ve městě je zastávky metra na lince 7 Le Kremlin-Bicêtre.
Na okraji města projíždí tramvajová linka T3. Město je rovněž napojeno na autobusovou dopravu.